# 茴香醛
茴香醛（英語：或p-Anisaldehyde）是一种芳香醛，化学式CH3OC6H4CHO，常温常压下为无色透明油状液体，易溶于乙醇；乙醚；丙酮；氯仿等，溶于苯，不溶于水。能随水蒸气挥发。